# Huiting Shuiku
Huiting Shuiku är en reservoar i Kina. Den ligger i provinsen Hubei, i den centrala delen av landet, omkring 130 kilometer väster om provinshuvudstaden Wuhan. Huiting Shuiku ligger 79 meter över havet. Arean är 18,2 kvadratkilometer. Trakten runt Huiting Shuiku består till största delen av jordbruksmark. Den sträcker sig 7,8 kilometer i nord-sydlig riktning, och 8,4 kilometer i öst-västlig riktning.
Genomsnittlig årsnederbörd är 1 371 millimeter. Den regnigaste månaden är juli, med i genomsnitt 192 mm nederbörd, och den torraste är december, med 18 mm nederbörd.